# Elatostema glaucescens
Elatostema glaucescens är en nässelväxtart som beskrevs av Hugh Algernon Weddell. Elatostema glaucescens ingår i släktet Elatostema och familjen nässelväxter. Inga underarter finns listade i Catalogue of Life.